# Willie Cunningham (północnoirlandzki piłkarz)
Willie Cunningham, właśc. William Edward Cunningham (ur. 17 maja 1930 w Newtownabbey, zm. 31 sierpnia 2007 w Dunfermline) – północnoirlandzki piłkarz występujący na pozycji obrońcy. Trener piłkarski.

## Kariera klubowa
Cunningham treningi rozpoczął w szkockim zespole Ardrossan Winton Rovers. W 1950 roku trafił do St. Mirren ze Scottish Division A. Jego barwy reprezentował przez cztery lata. W 1954 roku odszedł do angielskiego Leicester City. W Division One zadebiutował 11 grudnia 1954 w przegranym 1:2 meczu z Wolverhampton Wanderers. W sezonie 1954/1955 spadł z klubem do Division Two, jednak w sezonie 1956/1957 awansował z nim z powrotem do Division One. 11 stycznia 1958 w wygranym 3:2 spotkaniu z Bolton Wanderers strzelił swojego pierwszego gola w tych rozgrywkach.
W 1960 roku Cunningham przeniósł się do szkockiego Dunfermline Athletic (Scottish Division One), z którym w sezonie 1960/1961 zdobył Puchar Szkocji. W 1963 roku zakończył tam karierę.

## Kariera reprezentacyjna
W reprezentacji Irlandii Północnej Cunningham zadebiutował 7 marca 1951 w przegranym 1:2 pojedynku British Home Championship z Walią. W 1958 roku został powołany do kadry na mistrzostwa świata. Zagrał na nich w meczach z Czechosłowacją (1:0), Argentyną (1:3), RFN (2:2), Czechosłowacją (2:1) oraz Francją (0:4). Z tamtego turnieju Irlandia Północna zaś odpadła w ćwierćfinale.
W latach 1951–1962 w drużynie narodowej Cunningham rozegrał 30 spotkań.